# Waimiri Atroari
Die Waimiri Atroari (andere Namen: Kinja, Kiña, Uaimiry, Crichaná) sind eine indigene Ethnie in den Bundesstaaten Roraima und Amazonas im Norden Brasiliens. Ihr gehörten Ende 2004 1066 Menschen an. Man schätzt, dass es in den 1960er Jahren noch etwa 3000 Menschen waren, 1974 noch 1500 und 1988 waren es nur noch 374. Sie sprechen eine der karibischen Sprachen, ISO 639-Sprachcode: atr.
Zum Februar 2020 gaben die Waimiri Atroari eine Bevölkerungszahl von 2186 Indigenen an, die in 62 Walddörfern (aldeias) leben.
Den ersten Kontakt zu Weißen gab es 1732, ihr Siedlungsgebiet wurde 1775 von Francisco Xavier Ribeiro Sampaio bereist, eine erstmalige Wortliste legte der Naturkundler João Barbosa Rodrigues 1885 vor. Die Waimiri Atroari hatten den Ruf Krieger zu sein und mit allen Mitteln ihr Territorium gegen Eindringlinge mit kommerziellen Interessen zu verteidigen.
Drei große Konfliktherde führten in den 1970er und 1980er Jahren fast zur Auslöschung des Volkes der Kinja, wie sie sich selbst nennen: der Bau der Straße BR-174 von Manaus nach Boa Vista mit einem brutalen Eingreifen des Militärs, ein Bergbauprojekt des Paranapanema-Konzerns zum Abbau von Kassiterit und der Staudammbau von Balbina mit dem Wasserkraftwerk Usina Hidrelétrica de Balbina. in der Gemeinde Presidente Figueiredo mit der Umsiedlung von zwei Dörfern der zu der Zeit schon drastisch dezimierten Waimiri.
Zur Abmilderung der negativen Einflüsse beim Bau von Balbina wurde 1987 das Programa Waimiri Atroari gestartet, durchgeführt von der staatlichen Indianerbehörde FUNAI und finanziert durch die Elektrizitätsgesellschaft Eletronorte. In dem Rahmen wurde ein 25.859 km² großes Schutzgebiet geschaffen, das jedoch von 125 km Straße durchschnitten wird. Ziel des Programms soll eine begrenzte Integration unter Wahrung der kulturellen Eigenständigkeit sein.
Die Waimiri Atroari haben flächendeckende Gesundheitsversorgung und 65 % gehen in die zweisprachige Schule. So geht es ihnen jetzt besser als den anderen Ethnien im Amazonasgebiet. Die hohen Geburten- und damit Wachstumsraten, das Fehlen von Alkoholismus und die hohe Zahl der traditionellen Maryba-Feste werden als Beweis dafür angeführt. Das Schutzgebiet ist im Gegensatz zu anderen recht gut geschützt, weder Missionare noch Goldsucher oder andere „Unbefugte“ befinden sich dort.